# Saint-Pardoux-la-Croisille
Saint-Pardoux-la-Croisille ist eine französische Gemeinde mit 175 Einwohnern (Stand 1. Januar 2022) im Département Corrèze in der Region Nouvelle-Aquitaine. Die Einwohner nennen sich Saint-Pardousien(ne)s.

## Geografie
Die Gemeinde liegt im Zentralmassiv unweit der Doustre und der Talsperre von la Valette und ist von ausgedehnten Wäldern umgeben. Tulle, die Präfektur des Départements befindet sich etwa 23 Kilometer westlich und Égletons 22 Kilometer nordöstlich.
Nachbargemeinden von Saint-Pardoux-la-Croisille sind Clergoux im Norden, Champagnac-la-Noaille im Nordosten, Marcillac-la-Croisille im Osten, Gros-Chastang im Südosten, Gumond im Süden sowie Espagnac im Nordwesten.

## Wappen
Beschreibung: In Rot drei goldene Schrägbalken.

## Einwohnerentwicklung
| Jahr      | 1962 | 1968 | 1975 | 1982 | 1990 | 1999 | 2007 | 2016 |
| Einwohner | 206  | 240  | 176  | 168  | 173  | 156  | 169  | 176  |

## Sehenswürdigkeiten
- Barrage de la Valette, ein Stausee der Doustre, genutzt als Wasserkraftwerk durch die Électricité de France.